# Salita Santa Caterina
 (février 2024).
Salita Santa Caterina est une rue du centre historique de Gênes, qui fait partie du site protégé par l'UNESCO au titre du patrimoine mondial.

## Description
A l'origine axe de sortie de la ville vers la porte de ville du même nom des Murs de Barberousse, elle relie la Piazza delle Fontane Marose à la Piazza Corvetto. La porte Santa Caterina fut démolie en 1536 et remplacée par celle d'Acquasola, qui disparut également au XIXe siècle avec le couvent dédié à sainte Catherine d'Alexandrie, fondé par les clarisses en 1228, et qui a donné son nom à la rue. 
Le long du versant qui sépare la Maddalena des quartiers de Molo et Portoria, se trouvent quelques palais du XVIe siècle de la famille Spinola qui font partie du système des Rolli, parmi lesquels le palais Tommaso Spinola (n° 3) et le palais Giorgio Spinola (n° 4) sont inscrits sur la liste du patrimoine mondial de l'UNESCO ; les autres palais des Rolli, qui ne font pas partie de la liste des sites patrimoniaux protégés, sont le palais Spinola di Luccoli-Cervetto (n° 1), le palais Luciano Spinola di Luccoli (n° 2, jusqu'en 2001 siège génois d'Enel) et le palais Spinola-Celesia (n°5) .
Au bout du Largo Eros Lanfranco se dresse le palais Doria-Spinola, siège de la préfecture et des bureaux de la ville métropolitaine de Gênes. Au numéro 8, le palais Remedy, avec un portail néoclassique, a été construit en 1829 par Carlo Barabino sur l'emplacement de l'église démolie du complexe conventuel de S. Caterina. Au numéro 10, connu sous le nom de Palais Tagliavacche, adjacent au palais Doria-Spinola, Giacomo della Chiesa, le futur pape Benoît XV, est né le 21 novembre 1854, comme le rappelle une inscription au-dessus du portail d'entrée.

## Palais des Rolli
| Bâtiment                          | Adresse  | Propriétaire de l'immeuble | Photographie |
| --------------------------------- | -------- | -------------------------- | ------------ |
| Palais Spinola à Luccoli-Cervetto | Numéro 1 | Agostino Spinola           |              |
| Palais Luciano Spinola à Luccoli  | Numéro 2 | Luciano Spinola            |              |
| Palais Tommaso Spinola            | Numéro 3 | Tommaso Spinola            |              |
| Palais Giorgio Spinola            | Numéro 4 | Giorgio Spinola            |              |
| Palais Spinola-Celesia            | Numéro 5 | Oberto Spinola             |              |